# フンメル (小惑星)
フンメル (16398 Hummel) は、小惑星帯に位置する小惑星である。フライムート・ベルンゲンがドイツ中部、ゲーラ県（現テューリンゲン州）タウテンブルクのカール・シュヴァルツシルト天文台で発見した。
オーストリアの作曲家、ピアニスト、ヨハン・ネポムク・フンメル（Johan Nepomuk Hummel, 1778年 - 1837年）に因んで名付けられた。